# Route nationale I-1 (Bulgarie)
La route nationale I-1 (en bulgare : Републикански път I-1) est une route nationale de l'ouest de la Bulgarie. Elle s'étend du Pont Calafat-Vidin, à la frontière entre la Bulgarie et la Roumanie et le village de Kulata, à la frontière entre la Bulgarie et la Grèce.

## Description
La route I-1 part du Pont Calafat-Vidin à environ 5 km de Vidin.
La route I-1 contourne Vidin par l'ouest puis traverse le centre de Dimovo.
La route contourne Montana, puis Vratsa.
La route I-1 traverse le centre de Mezdra, puis contourne Botevgrad avant de rejoindre l'autoroute A2.
À travers le grand Balkan, la route I-1 est parallèle à l'autoroute A2 et monte via le col de Vitinya.
Elle entre dans la vallée de Sofia puis rejoint le périphérique de Sofia.
Dans le quartier de Knyazhevo, la route I-1 traverse le col de Vladaya.
Après avoir contourné Sandanski, entre l'échangeur de Melnik et le village de Marino pole, la route I-1 a été remplacée par un tronçon de l'autoroute A3, mise en service en 2015.
Enfin, la route I-1 atteint le poste de contrôle de Koulata, à la frontière avec Grèce.

## Tracé
| Km     | Agglomérations     | Carte interactive |
| ------ | ------------------ | ----------------- |
| 0 km   | Pont Calafat-Vidin |                   |
|        | Vidin              |                   |
|        | Montana            |                   |
| 144 km | Vratsa             |                   |
|        | Botevgrad          |                   |
| 274 km | Sofia              |                   |
|        | Pernik             |                   |
|        | Dupnitsa           |                   |
| 363 km | Blagoevgrad        |                   |
|        | Sandanski          |                   |
| 453 km | Pétritch           |                   |

## Voir  aussi